# Beija-flor-tesoura-verde
O beija-flor-tesoura-verde (Thalurania furcata) é uma espécie de ave da família dos Troquilídeos (beija-flores).
Pode ser encontrada nos seguintes países: Argentina, Bolívia, Brasil, Colômbia, Equador, Guiana Francesa, Guiana, Paraguai, Peru, Suriname, Trinidad e Tobago e Venezuela.

Os seus habitats naturais são: florestas subtropicais ou tropicais húmidas de baixa altitude, regiões subtropicais ou tropicais húmidas de alta altitude e florestas secundárias altamente degradadas.

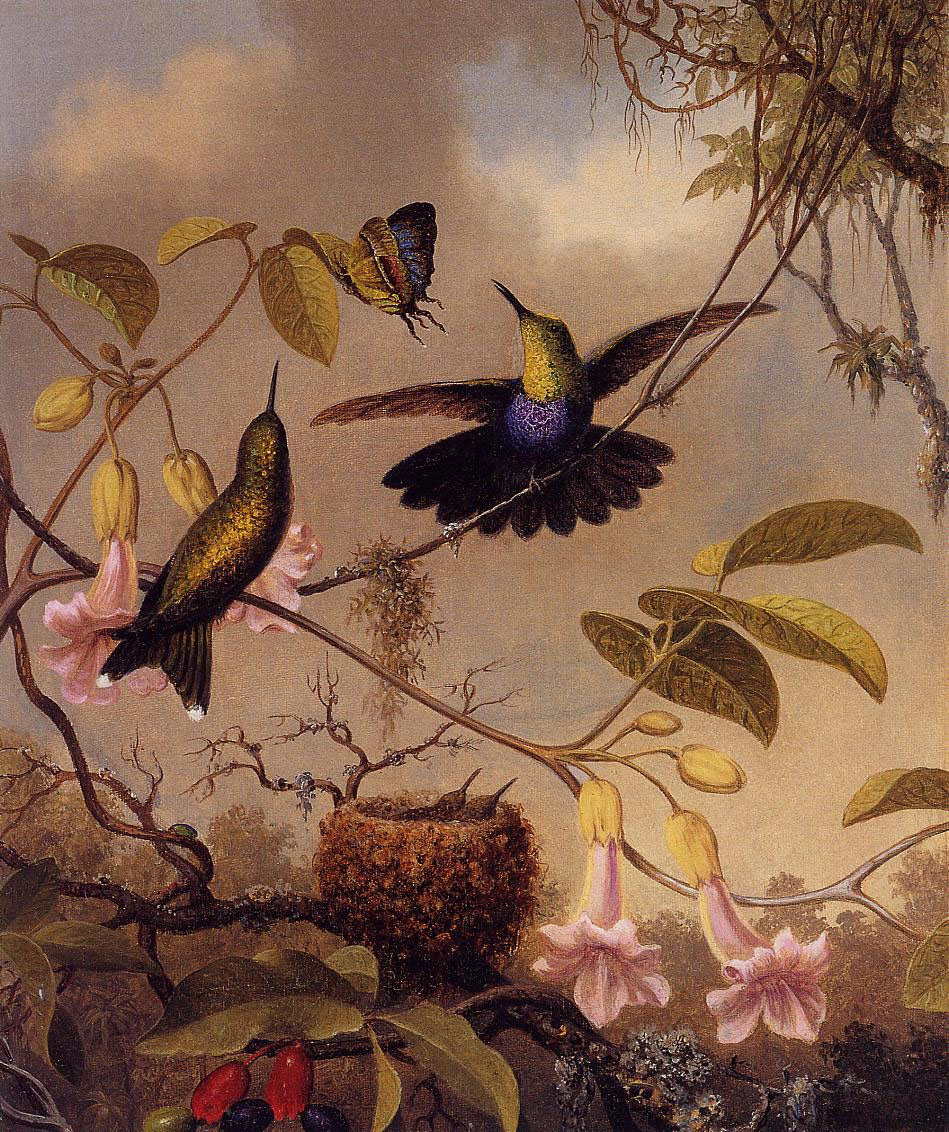
Martin Johnson Heade

## Subespécies
São reconhecidas doze subespécies:
- Thalurania furcata furcata (Gmelin, 1788) - ocorre no extremo Leste da Venezuela, Guianas e Norte do Brasil, ao norte do Rio Amazonas;
- Thalurania furcata refulgens (Gould, 1853) - ocorre no Nordeste da Venezuela, na Península de Paría e na Serra de Cumaná;
- Thalurania furcata fissilis (Berlepsch & Hartert, 1902) - ocorre no Leste da Venezuela, e na região adjacente no extremo Oeste da Guiana e Nordeste do Brasil;
- Thalurania furcata nigrofasciata (Gould, 1846) - ocorre do Sudoeste da Colômbia até o extremo Sul da Venezuela e Noroeste do Brasil;
- Thalurania furcata viridipectus (Gould, 1848) - ocorre do Leste da Cordilheira dos Andes na Leste da Colômbia até o Nordeste do Peru;
- Thalurania furcata jelskii (Taczanowski, 1874) - ocorre na região tropical Leste do Peru e na região adjacente no Brasil;
- Thalurania furcata simoni (Hellmayr, 1906) - ocorre na Amazônia ao Sul do Rio Amazonas no extremo Leste do Peru e no Oeste do Brasil;
- Thalurania furcata balzani (Simon, 1896) - ocorre na região Norte e Central do Brasil ao sul do Rio Amazonas;
- Thalurania furcata furcatoides (Gould, 1861) - ocorre no baixo Rio Amazonas, na região Leste do Brasil ao Sul do Rio Amazonas;
- Thalurania furcata boliviana (Boucard, 1894) - ocorre nos sopés da Cordilheira dos Andes no Sudeste do Peru e no Nordeste da Bolívia;
- Thalurania furcata baeri (Hellmayr, 1907) - ocorre da região Central e Nordeste do Brasil até o Sudeste da Bolívia e no Norte da Argentina;
- Thalurania furcata eriphile (Lesson, 1832) - ocorre do Sudeste do Brasil, Leste do Paraguai até o Nordeste da Argentina, na região de Misiones.